# تاج‌الدین مهدی‌اف
تاج‌الدین مهدی‌اف (ترکی آذربایجانی: Tacəddin Mehdiyev؛ زادهٔ c. 1946) سیاست‌مدار اهل کشور جمهوری آذربایجان است.